# Forêt classée de Nialama
La forêt classée de Nialama, également orthographiée Nyalama, se trouve dans la région des hauts plateaux du Fouta Djalon, au nord-ouest de la  république de Guinée,.

## Géographie et environnement
La forêt a une superficie de 10 000 ha et une altitude variant entre 200 à 900 m au-dessus du niveau de la mer. Le site comprend des collines, des falaises et des escarpements, une plaine basse légèrement vallonnée et des marécages saisonniers. La végétation est composée d'une mosaïque de forêts-galeries denses, de forêts ouvertes, de savanes boisées et de prairies, avec des parcelles de bambous (Oxytenanthera abyssinica). Les principales espèces forestières sont Parkia biglobosa et Pterocarpus erinaceus, avec Afzelia africana et Elaeis guineensis dans la savane. La pluviométrie annuelle moyenne est de 1 145 mm.

### Faune

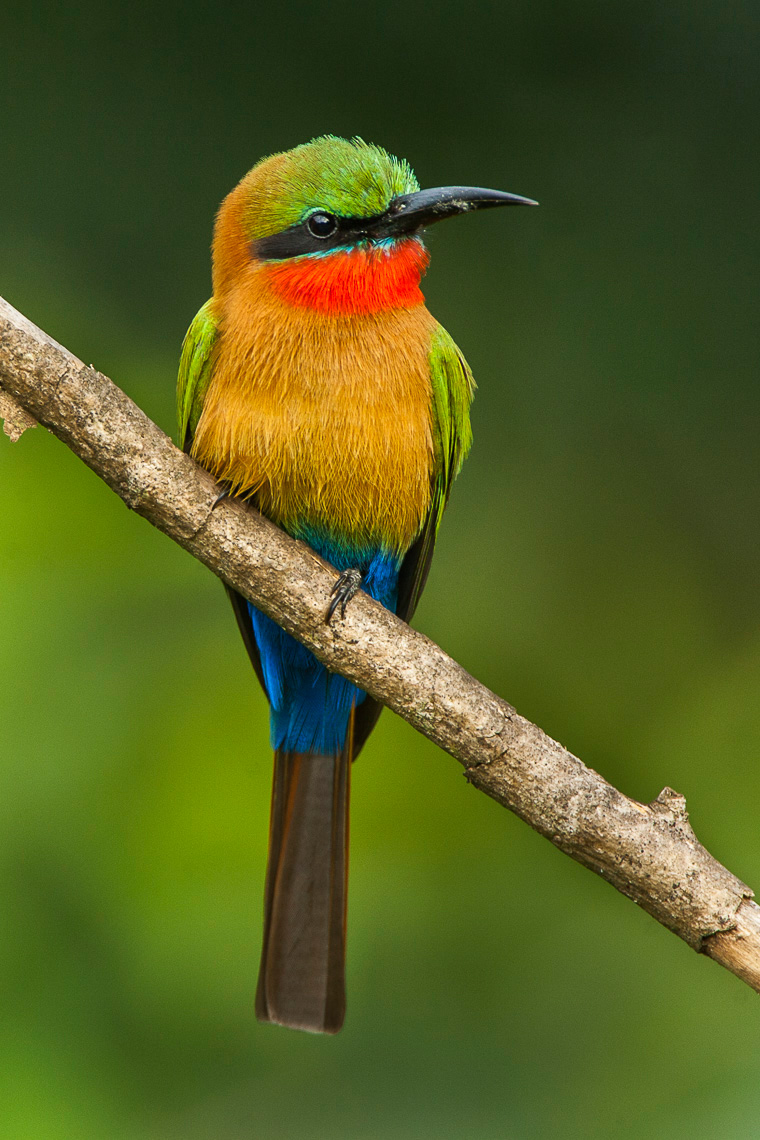
Guêpier à gorge rousse

Les résultats d’une enquête réalisée en 1998 dans le cadre du suivi du Projet de conservation des chimpanzés en Guinée ont indiqué que quatre groupes sociaux de chimpanzés occidentaux vivaient dans le parc, dont trois avaient élu domicile de manière permanente dans leurs blocs respectifs. La population totale de ces quatre groupes a été estimée à 83 individus.
La forêt a été désignée zone importante pour la conservation des oiseaux (ZICO) par BirdLife International car elle abrite des populations importantes de touracos violets, de guêpiers à gorge rousse, de rolliers à ventre bleu, de barbicans à moustaches, de crécerelles renardes, de perroquets du Sénégal, de piapiacs, de traquets à couronne blanche, de moineaux à couronne marron et de bruants des savanes du Sahel.